# سانسور و نظارت اینترنتی بر پایه کشور
این فهرست که مربوط به سانسور و جاسوسی اینترنتی بر حسب کشور است اطلاعاتی دربارهٔ نوع و میزان سانسور اینترنتی و جاسوسی اینترنتی در کشورهای مختلف ارائه می‌کند.

## مبنای دسته‌بندی‌ها
اطلاعات جزء به جزء کشورها از نظر سانسور و جاسوسی اینترنتی بر اساس گزارش‌های فریدم آندنت (Freedom on the Net)، اوپن‌نت اینیشیتیو، گزارشگران بدون مرز و گزارش‌های کشورها دربارهٔ حقوق بشر اداره کار، حقوق بشر و دموکراسی وزارت امور خارجه ایالات متحده آمریکا تهیه شده‌است. رتبه‌بندی‌های انجام گرفته توسط بعضی از این سازمان‌ها را می‌توانید در مقاله سانسور بر پایه کشور نیز مشاهده کنید.

سانسور و جاسوسی اینترنت بر حسب کشور (سال ۲۰۱۴)

| بسیار شدید است نسبتاً زیاد است حالت انتخابی دارد | کم و زیاد می‌شود کم است یا وجود ندارد نامعلوم |

### گزارش‌های فریدم آندنت
خانه آزادی پنج گزارش فریدم آندنت منتشر کرده‌است.